# لوییس هاچینسون
لوییس هاچینسون (۱۷۳۳–۱۷۷۳)، یک مهاجر اسکاتلندی در کشور جامائیکا بود و نخستین کسی است که نامش به عنوان قاتل سریالی در تاریخ جامائیکا ضبط شده و یکی از پرکارترین آن‌ها نیز بود.

## در فرهنگ عام
- در اساسینز کرید ۳، شخصیت خیالی کانر کنووی از قلعهٔ رها شدهٔ ادینبورو در ۱۷۷۶ جامائیکا دیدن می‌کند. (سه سال پس از اینکه هاچینسون به دار آویخته شده) و به جستجوی تکه‌ای از نقشهٔ گنج ویلیام کید می‌پردازد.[۲][۳][۴][۵][۶]